# Giuseppe Galante
Giuseppe Galante (Domaso, 2 de septiembre de 1937-Gravedona ed Uniti, 19 de diciembre de 2021) fue un deportista italiano que compitió en remo.
Participó en tres Juegos Olímpicos de Verano entre los años 1960 y 1968, obteniendo dos medallas: plata en Roma 1960 y plata en Tokio 1964. Ganó dos medallas en el Campeonato Europeo de Remo, oro en 1961 y bronce en 1964.

## Palmarés internacional
| Juegos Olímpicos   | Juegos Olímpicos         | Juegos Olímpicos  | Juegos Olímpicos   |
| Año                | Lugar                    | Medalla           | Prueba             |
| ------------------ | ------------------------ | ----------------- | ------------------ |
| 1960               | Roma (Italia)            | Medalla de plata  | Cuatro sin timonel |
| 1964               | Tokio (Japón)            | Medalla de plata  | Cuatro con timonel |
| Campeonato Europeo |                          |                   |                    |
| Año                | Lugar                    | Medalla           | Prueba             |
| 1961               | Praga (Checoslovaquia)   | Medalla de oro    | Cuatro sin timonel |
| 1964               | Ámsterdam (Países Bajos) | Medalla de bronce | Cuatro con timonel |